# Charles Dolan
Charles Francis Dolan (Cleveland, 16 de octubre de 1926 - 28 de diciembre de 2024) fue un empresario multimillonario estadounidense, más conocido como fundador de Cablevision y HBO.  En la actualidad, la familia Dolan controla Madison Square Garden Sports, MSG Networks, Madison Square Garden Entertainment, Madison Square Garden, Sphere, Radio City Music Hall, BBC America y AMC Networks . A diciembre de 2024, su patrimonio neto se estimaba en 5.400 millones de dólares estadounidenses. 

## Trayectoria
Nació en Cleveland, Ohio, el 16 de octubre de 1926, de ascendencia católica irlandesa. Su padre, David, fue un inventor que vendió una patente a la Ford Motor Company .    Sirvió en las Fuerzas Aéreas del Ejército de los Estados Unidos al final de la Segunda Guerra Mundial  y estudió en la Universidad John Carroll, antes de abandonarla y entrar en el campo de las telecomunicaciones. 
Los primeros esfuerzos profesionales se centraron en el empaquetado, marketing y distribución de películas deportivas e industriales, que producía con su esposa en su casa de Cleveland y luego vendía a estaciones de televisión que difundían el material.  Vendió sus intereses a Telenews a cambio de un trabajo,  y cuando tenía 26 años, se mudó a la ciudad de Nueva York y fundó Teleguide Inc, un servicio que proporcionaba información a hoteles. 
A principios de la década de 1970, fundó Home Box Office, el primer servicio de programación premium en la industria de la televisión por cable, que vendió a Time Life .   Más tarde, organizó Cablevision Systems Corporation en Long Island  y encabezó muchos de los avances de la empresa.  Después de eso, fue la visión detrás de VOOM, el esfuerzo de Cablevision para expandir la entrega de contenido y satisfacer las demandas del creciente mercado de HDTV,  que se esperaba que incluyera seis millones de hogares a finales de 2003 y 12 millones a finales de 2005, pero se cerró cuando otros directores consideraron que era financieramente insostenible. 
Desde 2001 hasta principios de 2002, fue postor en la venta de los Boston Red Sox . Presentó una oferta máxima de $750. millones,  pero finalmente perdió ante un grupo encabezado por John Henry, Tom Werner y Larry Lucchino . 
En 2016, vendió Cablevision a Altice USA de Patrick Drahi por 17.700 millones de dólares. 
En 2017 y su esposa Helen fueron co-receptores de la Medalla Doble Hélice junto con Tom Brokaw . 

## Donaciones
La Escuela de Negocios Dolan de la Universidad de Fairfield recibe su nombre en reconocimiento a la donación de $25 millones de dólares de Dolan. donación de un millón de dólares en 2000 y su servicio a la universidad como miembro del consejo de administración. 
El Centro Dolan de Ciencia y Tecnología es el edificio emblemático de la Universidad John Carroll . Terminado en 2003 a un costo de más de $66 Con una superficie de 1.000 m², alberga los departamentos de ciencias de la JCU, incluidos Matemáticas y Ciencias de la Computación. 